# Юшковичи (Чаусский район)
Юшковичи (бел. Юшкавічы) — деревня в составе Войниловского сельсовета Чаусского района Могилёвской области Республики Беларусь.

## История
Упоминается в 1670 году как деревня в Островецком приходе и Горбовичском войтовстве в составе Могилевской волости в Оршанском повете ВКЛ.
В 1865 году в составе Кутнянской волости Быховского уезда Могилевской губернии.

## Население
- 2010 год — 19 человек